# Thagria brunnea
Thagria brunnea är en insektsart som beskrevs av Nielson 1977. Thagria brunnea ingår i släktet Thagria och familjen dvärgstritar. Inga underarter finns listade i Catalogue of Life.